# Knox City (Missouri)
Knox City é uma cidade localizada no estado americano de Missouri, no Condado de Knox.

## Demografia
Segundo o censo americano de 2000, a sua população era de 223 habitantes.
Em 2006, foi estimada uma população de 211, um decréscimo de 12 (-5.4%).

## Geografia
De acordo com o United States Census Bureau tem uma área de
0,5 km², dos quais 0,5 km² cobertos por terra e 0,0 km² cobertos por água. Knox City localiza-se a aproximadamente 452 m acima do nível do mar.

## Localidades na vizinhança
O diagrama seguinte representa as localidades num raio de 20 km ao redor de Knox City.